# لوسیا هارانیووا
لوسیا هارانیووا (انگلیسی: Lucia Haršányová؛ زادهٔ ۲۷ اوت ۱۹۹۰) بازیکن فوتبال اهل اسلواکی است.
از باشگاه‌هایی که در آن بازی کرده‌است می‌توان به باشگاه فوتبال اسلوان براتیسلاوا اشاره کرد.
وی همچنین در تیم ملی فوتبال Slovakia بازی کرده‌است.